# Ludi circenses

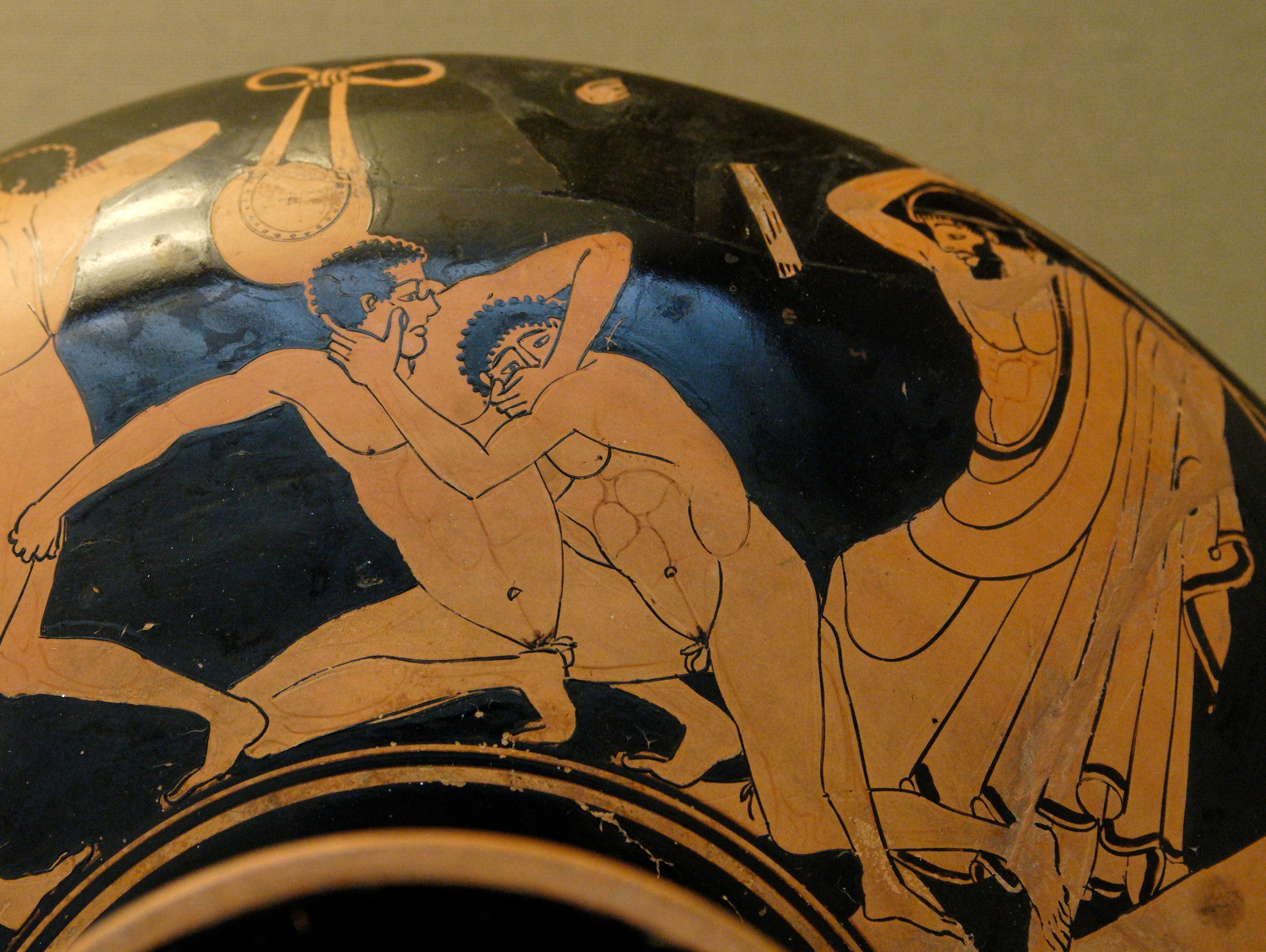
Scène de pancrace : le lutteur de droite essaie de crever l'œil de son adversaire, l'arbitre intervient avec un fouet pour sanctionner la faute. Détail d'un kylix attique à figures rouges, -490 480 av. J.-C. Provenance : Vulci, Italie.

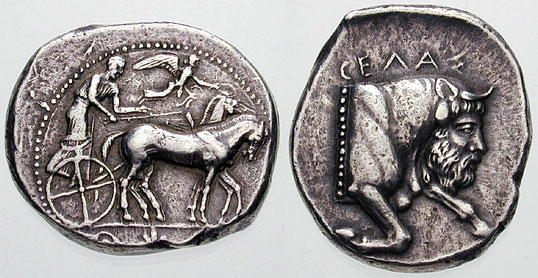
Tétradrachme de Géla : aurige sur son bige ; CELAS, protomé de taureau à face humaine, figurant le fleuve Géla.

Les ludi circenses   étaient un ensemble de jeux, pratiqués par les Étrusques souvent inspirés des pratiques attiques ou grecques, et repris ensuite par les Romains. Comme pour nombre de leurs pratiques, les seules traces sont les représentations sur les fresques de leurs tombes et quelques bas-reliefs. 

## Description
Ces jeux étaient organisés dans le cadre de la confédération étrusque des douze cités (dodécapole) qui, lors de ces manifestations religieuses et spectaculaires, retrouvait son unité. 
Les ludi pouvaient aussi être des jeux sacrés funéraires en l'honneur des défunts ou des rituels en faveur de dieux afin de solliciter des faveurs ou d'apaiser sa colère.
Le nom de Ludi circenses provient de la forme circulaire de l'édifice (cirque) où ils se déroulaient. Ils étaient composés de course de chars, chasse, combats d'animaux, jeux athlétiques, et des pratiques très spécifiques comme le jeu de Phersu. 

### Principales disciplines
Les jeux sportifs panétrusques (Volsinies) étaient le pugilat et lutte, lancer du disque, javelot, saut en longueur et course à pied simple ou en armes (hoplitodromie)
Si les Étrusques s'inspirent directement des pratiques grecques pour leurs jeux sportifs panétrusques (Volsinies), pugilat et lutte, lancer du disque, javelot, saut en longueur, course à pied simple ou en armes (hoplitodromie), des Ludi que les Romains reprendront en partie, certains jeux s'en distinguent comme les courses de chevaux montés (bas-reliefs de Poggio Civitate), acrobatie des desultores, courses de chars (bige, trige et quadrige) que les auriges pratiquent  rênes nouées derrière le dos.
les Etrusques ont une prédilection pour le trige, le char attelé à trois chevaux, avec deux chevaux timoniers et un cheval extérieur libre.
Contrairement aux pratiques grecques, chez les Étrusques, les jeux athlétiques sont effectués par des esclaves pour des spectateurs.
Les Romains, qui s'en inspireront, feront des gladiateurs, des mercenaires embauchés.

## Représentations artistiques
- Sur les « plaques de Murlo », de l'Antiquarium de Poggio Civitate :
  - les tribunes et la présence des femmes assistant aux jeux,
  - une course de chevaux à cru avec le prix gagné par le vainqueur : un chaudron placé sur une colonnette.
- Fresques  de la  Tombe des Olympiades à Tarquinia :
  - Paroi gauche :  des boxeurs et quatre biges se précipitent vers l’arrivée, matérialisée par un simple poteau rouge. Le cocher de tête se retourne pour voir la position des adversaires, le quatrième concurrent est victime d’une chute. Les cochers  portent tous une tunique courte arrivant à mi-cuisse et certains portent un casque de cuir.